# 鳳池村

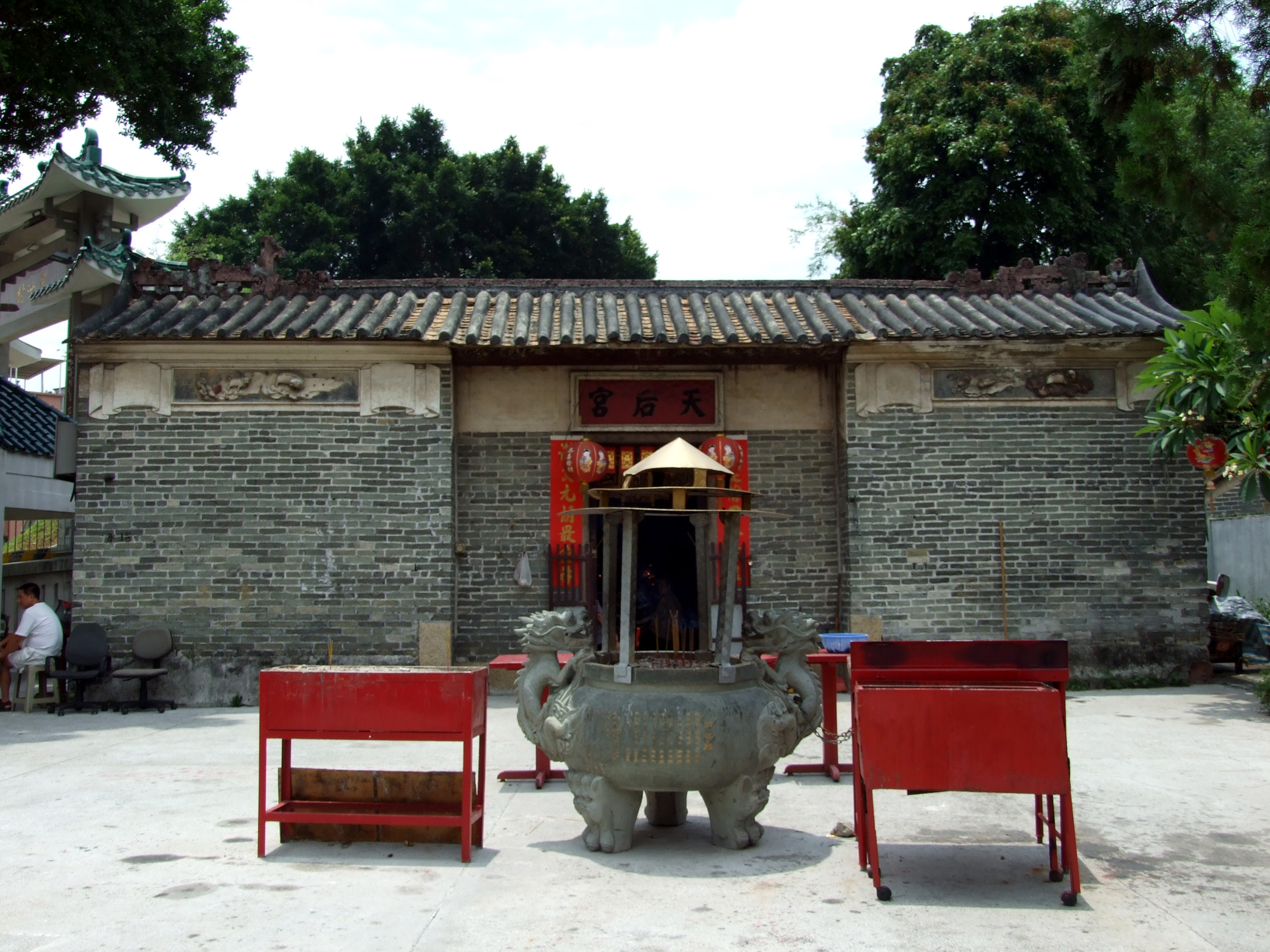
鳳池村內的天后宮

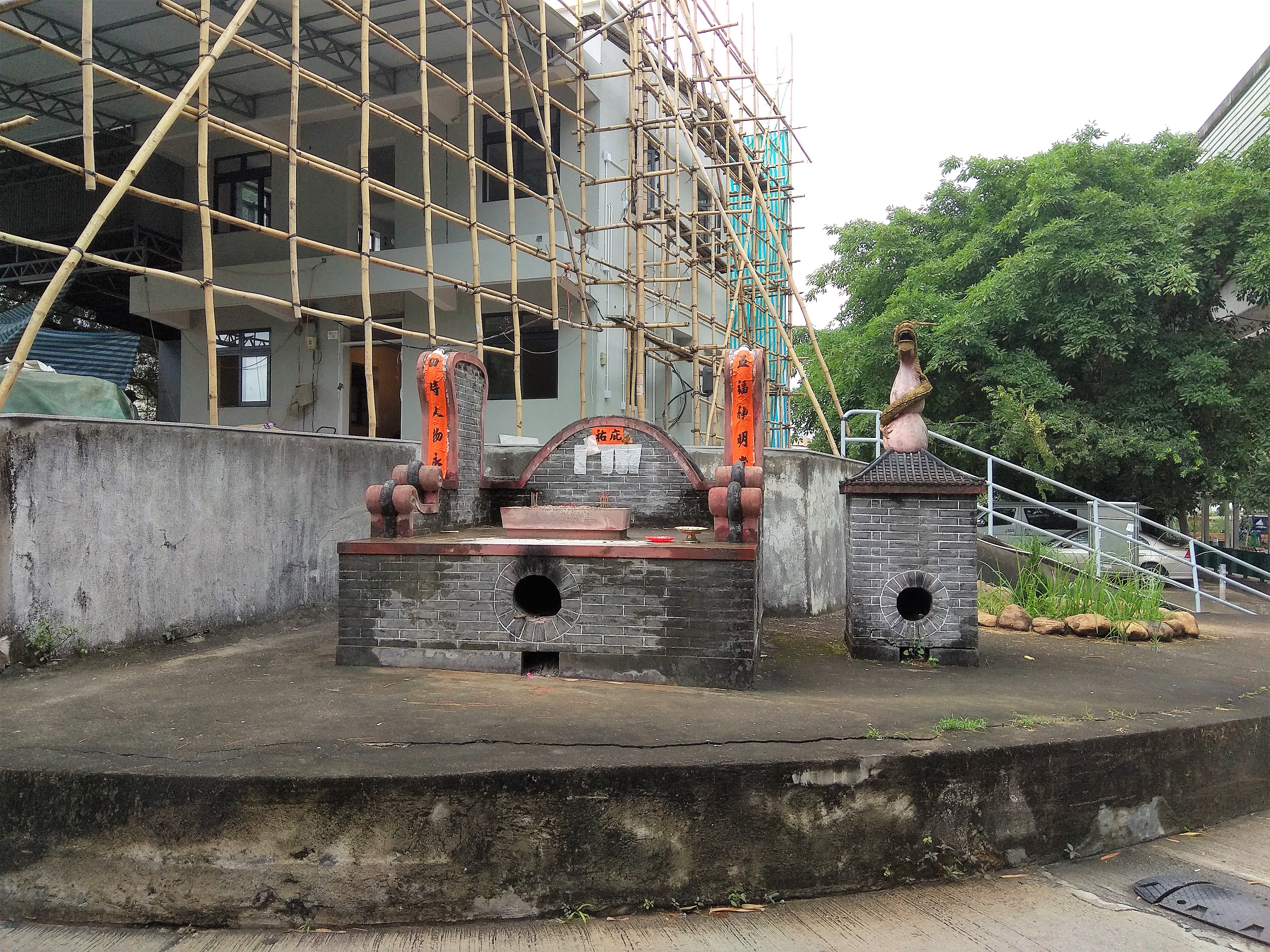
鄰近鳳池村村公所的神壇

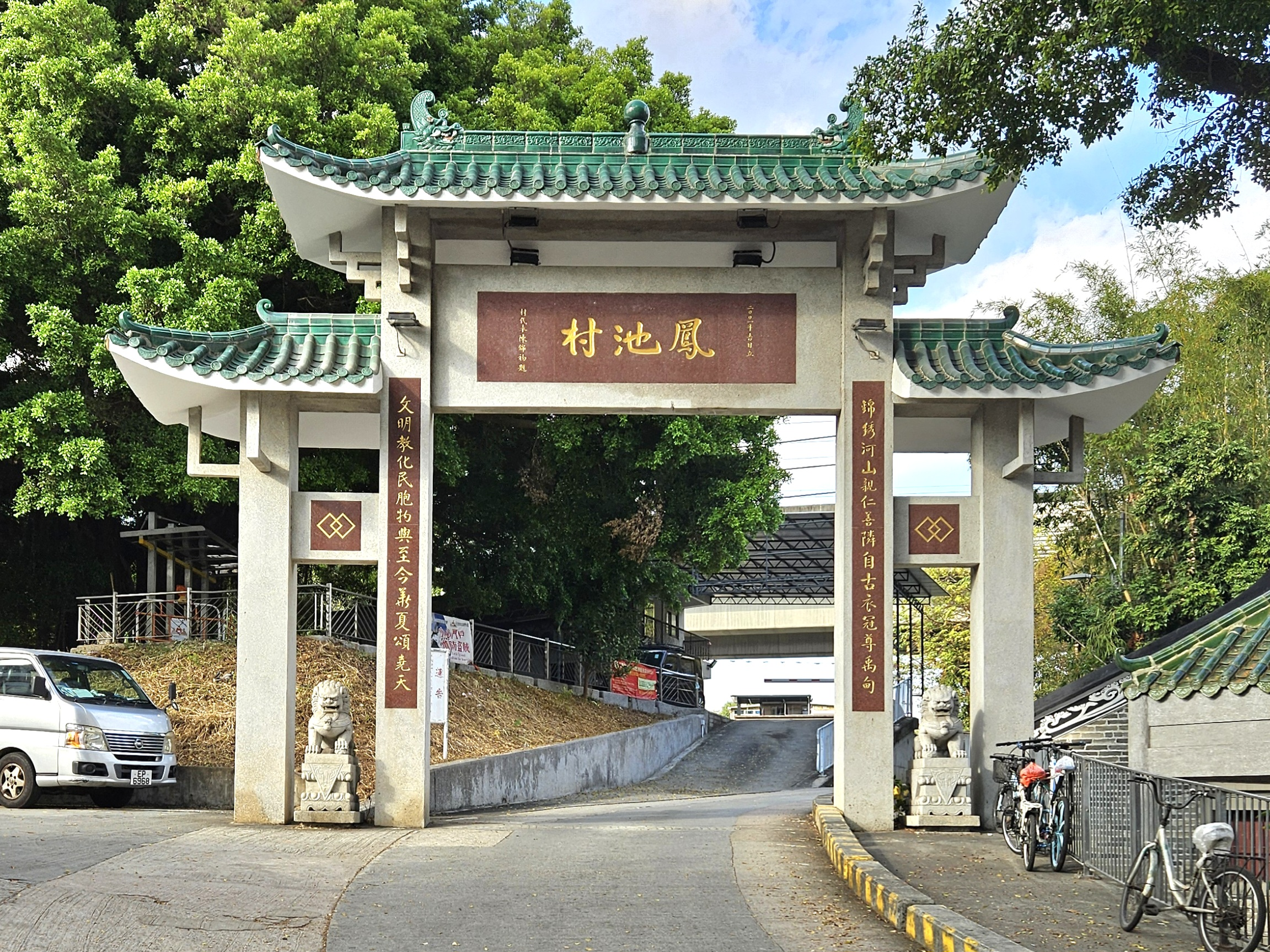
鳳池村牌坊

鳳池村（英語：Fung Chi Tsuen）是位於香港元朗區横洲的一條鄉村，為屏山鄉的一條原居民與非原居民混居的鄉村。鳳池村為於鳳池路與宏達路交界，與朗屏邨為鄰。

## 歷史
鳳池村是水邊圍的分支村落，原居民以陳氏為主。因水邊圍已無地方發展，鳳池村開基祖於1925年覓得水邊圍西北鯉魚山邊的一塊土地，建屋兩間。其後，不少其他村落的村民搬至聚居。1935年，村落正式命名為鳳池村。1950年代，鳳池村有居民74人，共13戶，擁有禾田約100畝。
1998年起，西鐵工程展開。鐵路高架橋將鳳池村一分為二，又令到周邊村屋結構受損，居民耗費極大心力跟九廣鐵路周旋，要求該公司為村屋維修及作出賠償，九鐵為鳳池村興建牌樓重為賠禮。

## 未來發展
2014年6月，鳳池村北面部份（原為綠化地帶的部份）被劃入元朗橫洲第一期公營房屋發展的其中一部份，發展範圍恰巧避開原居民擁有的土地，有村民質疑政府只保護原居民利益。
2017年，香港政府在無視三條受影響鄉村（另外兩村為楊屋新村及永寧村）村民的反對聲音下，於立法會通過該等發展方案，令該村居民大感不滿。
為配合發展計劃，地政總署2020年7月15日發出通知，要求受影響村民於兩星期內遷離，及於同月29日開始進行收回土地程序。然而，在收回土地當日早上，該村出入口被放置私家車及雜物，並有相信來自仍居於當地的原居民之訴求橫額等，表示他們若尚未得到政府安排遷置，則不會離開該村。

## 建築

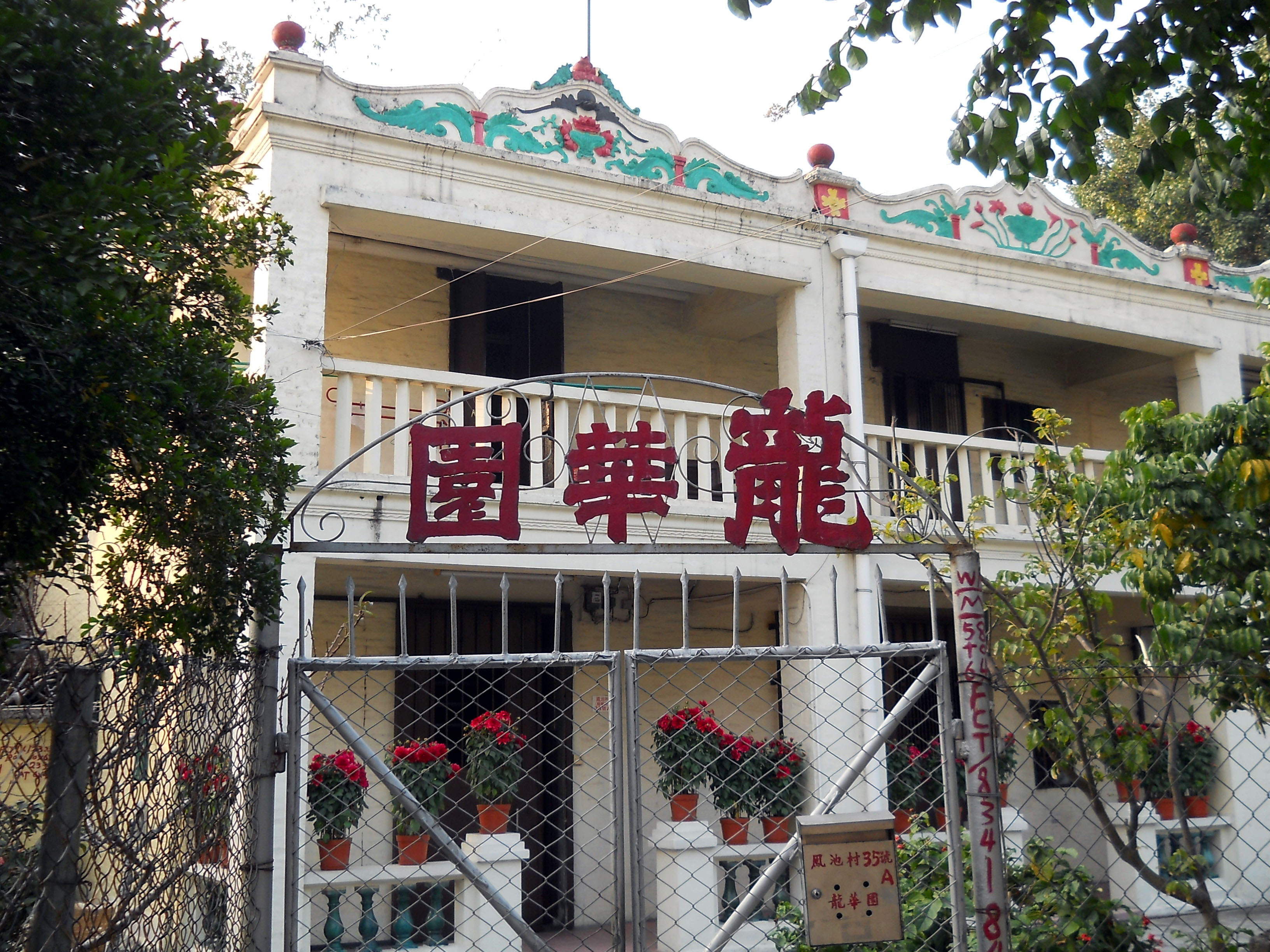
龍華園

- 鯉魚山天后宮：屬屏山約的天后宮，是一座傳統中式青磚建築。
- 龍華園：建於民國初年，是一座樓高兩層、中西合壁的古宅，屋頂刻上蓮花圖案的浮飾。[9]
- 穆民國際小學：前身是元朗惠州公立學校，建於1965年，學校於1987年朗屏邨落成後遷到新校舍。原校舍由香港穆斯林聯會於2002年接手辦學，有約150名少數族裔學生就讀。

## 事件
前村長陳錦福等數名鳳池村原居民懷疑涉及「套丁」，建成屋苑環翠山。

## 外部連結
- 居民代表選舉鳳池村（屏山）的劃定現有鄉村範圍（2019至2022年） （页面存档备份，存于）

22°26′51″N 114°01′13″E / 22.447589°N 114.020314°E